# Wehrlang
Wehrlang ist ein Wohnplatz in der Stadtteilgemarkung Großholzleute von Isny im Allgäu im baden-württembergischen Landkreis Ravensburg.

## Geographie
Der Ort liegt circa drei Kilometer östlich der Stadt Isny im Allgäu am Fuße der Adelegg.

## Geschichte
Östlich des heutigen Orts befand sich eine vorgeschichtliche Schanze oder kleine mittelalterliche Burganlage. Wehrlang wurde erstmals urkundlich um das Jahr 1250 als Wedulunges erwähnt. Im Ort befanden sich Fallehengüter des Klosters Isny. Die Kapelle St. Ottilie wurde um das Jahr 1770 erbaut. Im Jahr 1781 fand die Vereinödung Wehrlangs statt.